# Richard Allen Hunt
Richard Allen Hunt (16 de juny de 1937 - 22 de març de 2009) va ser un matemàtic estatunidenc. Es va graduar a la Universitat Washington a Saint Louis el 1965 amb una tesi titulada Operators acting on Lorentz Spaces. Un resultat important de Hunt (1968) afirma que l'expansió de Fourier d'una funció en Lp, p > 1 convergeix gairebé a tot arreu. El cas p = 2 es deu a Lennart Carleson, i per aquest motiu el resultat general es diu el teorema de Carleson-Hunt. Hunt va ser el guanyador del Premi Salem de 1969.